# 五道仁実
五道 仁実（ごどう ひとみ、1961年〈昭和36年〉12月28日 - ）は、日本の建設・国土交通技官。

## 経歴
静岡県出身。1986年3月に京都大学大学院工学研究科土木工学専攻を卒業。国家公務員採用Ⅰ種試験（土木）に合格して1986年4月に建設省入省。
2019年7月9日から国土交通省水管理・国土保全局長を務め、2020年8月1日に内閣官房国土強靭化推進室次長に就任。

## 年表
出典
- 1986年4月：建設省入省
- 1993年12月：建設省九州地方建設局河川部河川管理課長
- 1995年04月：建設省建設大学校建設政策研究センター主任研究官
- 1997年01月：国土庁長官官房水資源部水源地域対策課課長補佐
- 1998年11月：建設省河川局治水課課長補佐
- 1999年10月：建設省中国地方建設局出雲工事事務所長
- 2001年
  - 01月：国土交通省中国地方整備局出雲工事事務所長
  - 04月：国土交通省中国地方整備局河川部河川調査官
- 2004年04月：財団法人リバーフロント整備センターリバーフロント研究所研究第二部主任研究員
- 2006年07月：国土交通省大臣官房技術調査課環境安全技術調整官
- 2007年04月：国土交通省大臣官房技術調査課環境安全・地理空間情報技術調整官
- 2008年07月：国土交通省河川局河川計画課河川情報対策室長
- 2010年04月：国土交通省河川局河川計画課河川情報企画室長
- 2011年07月：国土交通省水管理・国土保全局河川計画課河川情報企画室長
- 2012年07月：国土交通省水管理・国土保全局砂防部保全課海岸室長
- 2014年07月：国土交通省関東地方整備局企画部長
- 2015年07月：国土交通省大臣官房技術調査課長
- 2016年06月21日：国土交通省大臣官房技術審議官[2]
- 2019年07月09日：国土交通省水管理・国土保全局長[3]
- 2020年08月01日：内閣官房内閣審議官（内閣官房副長官補付）[4]・国土強靭化推進室次長[5]
- 2022年06月028日：退官[6]
- 2023年06月019日：先端建設技術センター（ACTEC）理事長就任[7]